# Heteromeringia mirabilis
Heteromeringia mirabilis är en tvåvingeart som beskrevs av Mitsuhiro Sasakawa 1966. Heteromeringia mirabilis ingår i släktet Heteromeringia och familjen träflugor. Inga underarter finns listade i Catalogue of Life.